# 2 Hearts
"2 Hearts" er en pop rock-sang af den australske sangerinde Kylie Minogue fra hendes tiende studiealbum X. Sangen var Minogues første single siden hun blev diagnosticeret med brystkræft i maj 2005.

## Udgivelse
I 2006 begyndte Minogue optagelse materiale i London for hendes første album siden hun blev diagnosticeret. "2 Hearts" blev skrevet og oprindeligt indspillet af den elektroniske gruppe Kish Mauve, som gav sangen til Minogue. Sangen blev udgivet som albummets første single den 9. november 2007 i forskellige formater i hele verden.
"2 Hearts" var en succes på hitlisterne og nåede førstepladsen på ARIA Charts. Singlen nåede også førstepladsen i Spanien, og nåede Top 10 i ni lande, herunder Sverige, Italien, Norge og Slovakiet. Singlen nåede nummer fire på UK Singles Chart og nummer 12 på Irish Singles Chart. Men sangen nåede kun nummer 34 i New Zealand og nummer 60 i Canada.

## Formater og sporliste
Britisk CD 1
1. "2 Hearts"
2. "I Don't Know What It Is"

Britisk CD 2
1. "2 Hearts"
2. "2 Hearts" (Alan Braxe Remix)
3. "King or Queen"
4. "2 Hearts" (Video)

Australsk CD
1. "2 Hearts"
2. "2 Hearts" (Alan Braxe Remix)
3. "King or Queen"
4. "I Don't Know What It Is"
5. "2 Hearts" (Video)

Russisk CD
1. "2 Hearts"
2. "I Don't Know What It Is"

## Hitlister
| Hitliste                          | Placering |
| --------------------------------- | --------- |
| Australien (ARIA Charts)          | 1         |
| Østrig (Ö3 Austria Top 75)        | 14        |
| Belgien (Ultratop 50 Flandern)    | 25        |
| Belgien (Ultratop 40 Vallonien)   | 25        |
| Canada (Canadian Hot 100)         | 60        |
| Tjekkiet (IFPI)                   | 17        |
| Danmark (Tracklisten)             | 14        |
| Holland (Mega Single Top 100)     | 29        |
| Frankrig (SNEP)                   | 15        |
| Tyskland (Media Control Charts)   | 13        |
| Ungarn (Mahasz)                   | 26        |
| Irland (Irish Singles Chart)      | 12        |
| Italien (FIMI)                    | 2         |
| New Zealand (RIANZ)               | 34        |
| Norge (VG-lista)                  | 6         |
| Slovakiet (IFPI)                  | 7         |
| Spanien (PROMUSICAE)              | 1         |
| Schweiz (Schweizer Hitparade)     | 10        |
| Sverige (Sverigetopplistan)       | 3         |
| Storbritannien (UK Singles Chart) | 4         |

## Udgivelse historie
| Land           | Dato              |
| -------------- | ----------------- |
| Europa         | 9. november 2007  |
| Australien     | 10. november 2007 |
| Storbritannien | 12. november 2007 |
| Rusland        | 18. november 2007 |